# Árvore classificada

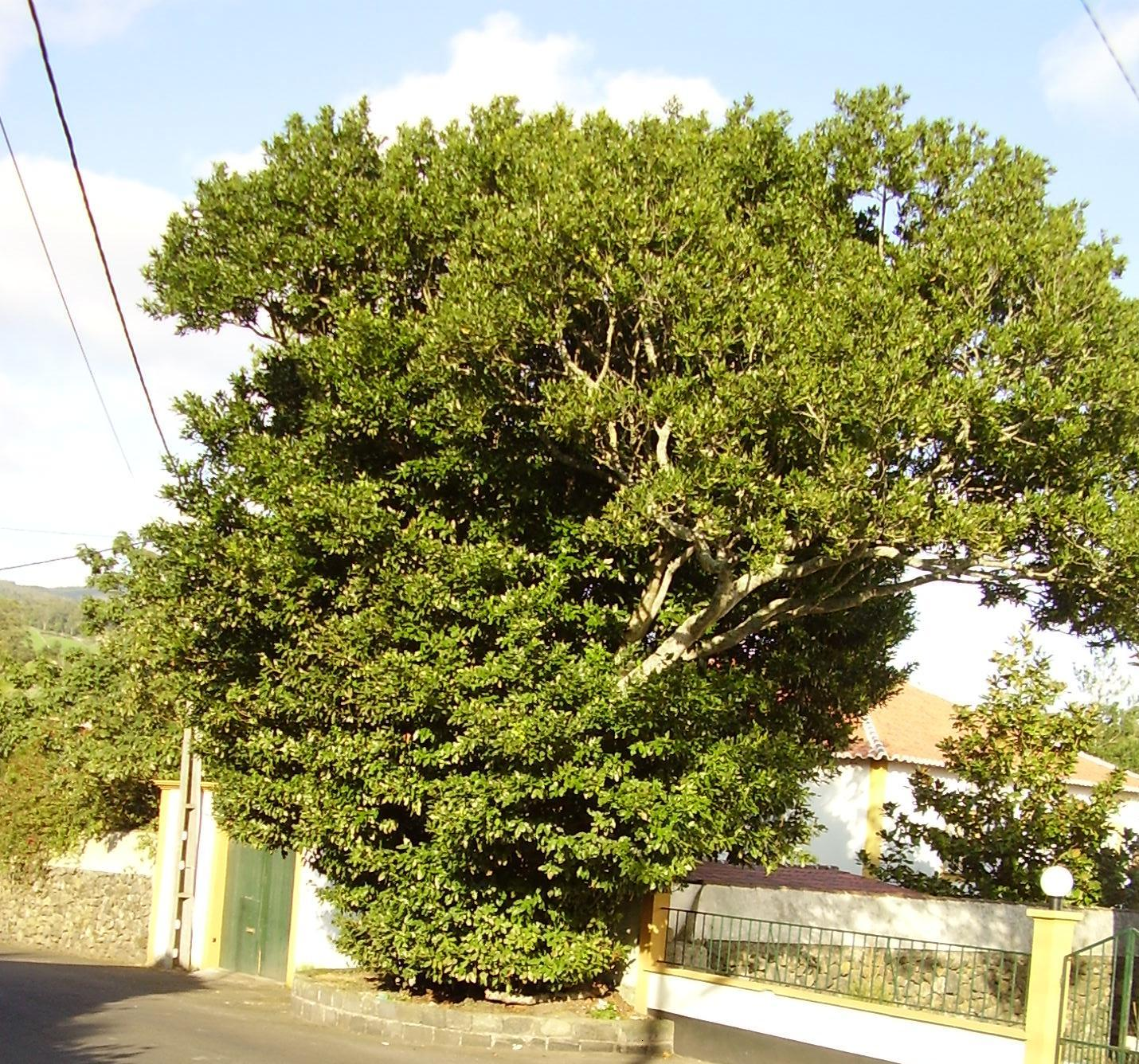
Árvore (um til), classificada como de interesse público desde 1966, existente na Canada de Belém, Terra Chã, ilha Terceira.

Árvore classificada é uma das tipologias de bens imóveis classificados nos Açores, tipificada pelo n.º 2 do artigo 11.º do Decreto Legislativo Regional n.º 29/2004/A, de 24 de agosto, que estabeleceu o regime jurídico de protecção e valorização do património cultural móvel e imóvel.
Podem ser incluídos na tipologia de «árvores classificadas» os "exemplares arbóreos, mesmo quando isolados, que pela sua representatividade, raridade, porte, historial ou significado cultural possam ser considerados como detendo relevante interesse cultural". Aos prédios onde essas árvores se localizem aplicam-se todas as normas fixadas na lei quanto aos imóveis classificados, incluindo as normas referentes à preferência na aquisição e obrigações referentes a registo predial.